# 黃樹棠 (光緒進士)
黃樹棠（1863年—1923年12月24日），又作黄树荣，别名有晬，字作敷，福建寧德霍童人，清朝政治人物、同進士出身。

## 生平

### 清朝末年
黄树棠16岁应乡试而入霍童镇双峰书院读书，光緒二十一年（1895年），参加光緒乙未科殿試，登進士三甲32名，同年五月，以主事分部学习。后诰授朝议大夫，任户部江南司主事。
甲午战争结束、马关条约签订后，黄树棠辞职归乡。光绪二十八年（1902年）受福宁府知府李增霨之聘任宁郡中学堂学董，次年谒部改选，授同知衔，任广东茂名县知县，后调任阳春、龙门知县。
黄花岗起义后，黄树棠受到极大震撼，遂加入中国同盟会，辛亥革命后，奉命自广州回福建，任福建省临时议会议员。

### 民国初年
返闽后不久，黄树棠被选为南京临时参议院代表，并任交通部咨议、全国经济调查局及政治讨论会委员等职。
袁世凯执政后，黄树棠在国会参与组织公民党、进步党，随后参与二次革命，民国5年（1916年）又参与护法运动。民国6年，黎元洪国会解散后，黄树棠回乡教书。民国8年10月，孙中山在上海改组国民党并提出“恢复国会”后，黄树棠再次返京。
民国12年12月24日，黄树棠于京兆病逝，享年61岁，葬于北京西郊香山。